# Boğazköy
Boğazköy − miasto w Turcji, należące do metropolii stambulskiej, w dystrykcie Büyükçekmece.
Miasto założone pod Stambułem. Oprócz domów i bloków mieszkalnych znajdują się tam również parki, meczety, szkoły, przedszkola, centrum kulturalne, centrum sportowe, teatr, kino, restauracje, kawiarnie, biblioteka, centrum wystawiennicze, korty tenisowe, baseny.